# Sharon Phelps
Sharon Phelps (Estados Unidos) é uma ex-ginasta estadunidense, que competiu em provas de ginástica artística.
Phelps fez parte da equipe estadunidense que disputou os Jogos Pan-americanos de Chicago, em 1959. Na ocasião, conquistou a medalha de ouro por equipes, em prova disputada diretamente contra o Canadá, já que não havia outras seleções. Nas finais por aparelhos, foi medalhista de bronze na trave de equilíbrio, em disputa vencida pela companheira de seleção, Theresa Montefusco.